# Championnat du Swaziland de football 2004-2005
Navigation
Édition précédente Édition suivante
La saison 2004-2005 du Championnat du Swaziland de football est la vingt-neuvième édition de la Premier League, le championnat national de première division au Swaziland. Les douze équipes engagées sont regroupées au sein d'une poule unique où elles affrontent deux fois leurs adversaires, à domicile et à l'extérieur. En fin de saison, les deux derniers du classement sont relégués et remplacés par les deux meilleurs clubs de deuxième division.
C'est le club de Mbabane Swallows qui remporte la compétition cette saison après avoir terminé en tête du classement final, ne devançant Green Mamba qu’à la différence de buts. C'est le second titre de champion du Swaziland de l'histoire du club après celui remporté en 1993.

## Participants
- Mbabane Highlanders
- Denver Sundowns
- Manzini Wanderers
- Young Buffaloes FC
- Mhlume United
- Mhlambanyatsi Rovers
- Hub Sundowns FC
- Mbabane Swallows
- Illovo FC - Promu de D2
- Moneni Pirates FC
- Green Mamba
- Royal Leopards FC - Promu de D2

## Compétition

### Classement
Le classement est établi sur le barème de points suivant : victoire à 3 points, match nul à 1, défaite à 0.
| Rang | Équipe                | Pts | J  | G  | N  | P  | Bp | Bc | Diff |
| ---- | --------------------- | --- | -- | -- | -- | -- | -- | -- | ---- |
| 1    | Mbabane Swallows      | 43  | 22 | 13 | 4  | 5  | 42 | 19 | +23  |
| 2    | Green Mamba           | 43  | 22 | 13 | 4  | 5  | 40 | 21 | +19  |
| 3    | Royal Leopards FCP    | 39  | 22 | 12 | 3  | 7  | 34 | 23 | +11  |
| 4    | Denver Sundowns       | 35  | 22 | 9  | 8  | 5  | 29 | 25 | +4   |
| 5    | Mbabane Highlanders   | 31  | 22 | 9  | 4  | 9  | 24 | 23 | +1   |
| 6    | Manzini Wanderers     | 30  | 22 | 7  | 9  | 6  | 21 | 20 | +1   |
| 7    | Mhlambanyatsi RoversT | 28  | 22 | 7  | 7  | 8  | 32 | 26 | +6   |
| 8    | Moneni Pirates FC     | 26  | 22 | 7  | 5  | 10 | 20 | 29 | -9   |
| 9    | Mhlume United         | 26  | 22 | 7  | 5  | 10 | 18 | 28 | -10  |
| 10   | Young Buffaloes FC    | 25  | 22 | 5  | 10 | 7  | 21 | 27 | -6   |
| 11   | Illovo FCP            | 24  | 22 | 7  | 3  | 12 | 15 | 31 | -16  |
| 12   | Hub Sundowns FCC      | 12  | 22 | 2  | 6  | 14 | 13 | 37 | -24  |

|  | Qualification pour la Ligue des champions de la CAF 2006                                  |
|  | Relégation directe en deuxième division                                                   |
|  | T : Tenant du titre C : Vainqueur de la Coupe du Swaziland P : Promu de deuxième division |

## Bilan de la saison
| Championnat du Swaziland de football 2004-2005 |                             |
| Champion                                       | Mbabane Swallows (2e titre) |
| Coupes et trophées                             |                             |
| Vainqueur de la Coupe du Swaziland 2004-2005   | Hub Sundowns FC             |
| Qualifications continentales                   |                             |
| Ligue des champions de la CAF 2006             | Mbabane Swallows            |
| Coupe de la confédération 2006                 | Aucun                       |
| Promotions et relégations                      |                             |
| Promus en Premier League                       | Malanti Chiefs FC           |
| Promus en Premier League                       | Eleven Men in Flight        |
| Relégués en First Division League              | Illovo FC                   |
| Relégués en First Division League              | Hub Sundowns FC             |